# Arif Mohammad Khan

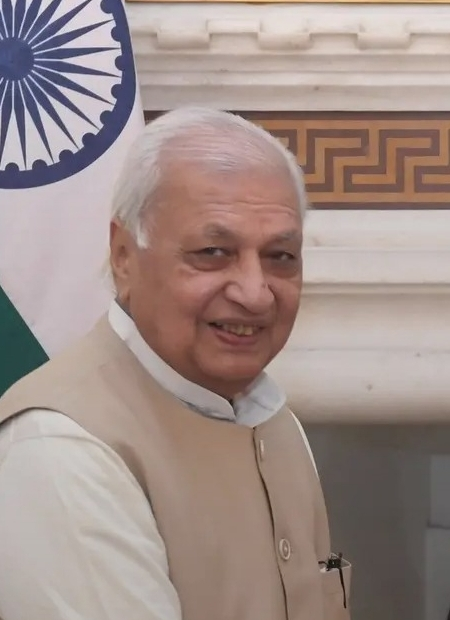

Arif Mohammad Khan (* 18. November 1951 in Bulandshahr) ist ein indischer Politiker. Er ist Gouverneur von Kerala und ehemaliger Unionsminister.

## Frühes Leben und Ausbildung
Khan wurde an der Jamia Millia School in Delhi, der Aligarh Muslim University in Aligarh und am Shia College der Lucknow University ausgebildet.

## Politische Karriere
Arif Mohammad Khan wechselte während seiner politischen Karriere mehrmals die Zugehörigkeit zu einer Partei.
Seine politische Karriere begann er als Studentenführer. 1972/73 war er Präsident der Studentenvereinigung der Aligarh Muslim University und ein Jahr zuvor (1971/72) auch ihr ehrenamtlicher Sekretär. Er bestritt die ersten Wahlen zur gesetzgebenden Versammlung im Wahlkreis Siyana in Bulandshahar auf der Liste der Bharatiya Kranti Dal-Partei, wurde jedoch besiegt. Er wurde 1977 im Alter von 26 Jahren Mitglied der gesetzgebenden Versammlung der UP.
Khan trat dem Indischen Nationalkongress bei und wurde 1980 von Kanpur und 1984 von Bahraich in die Lok Sabha gewählt. 1986 verließ er den indischen Nationalkongress aufgrund von Meinungsverschiedenheiten über die Verabschiedung des muslimischen Personengesetzes, das von Rajiv Gandhi in der Lok Sabha initiiert wurde. Er war gegen die Gesetzgebung, die es muslimischen Männern ermöglichte, ihrer geschiedenen Frau oder ihren geschiedenen Frauen nach der Iddah-Periode (Eheauflösungsfrist) gemäß dem Koran keinen Unterhalt zu zahlen, und trat wegen Differenzen mit Rajiv Gandhi in dieser Frage zurück. Khan trat der Janata Dal bei und wurde 1989 wieder in die Lok Sabha gewählt. Während der Herrschaft der Janata Dal war Khan Gewerkschaftsminister für Zivilluftfahrt und Energie. Er verließ die Janata Dal, um sich der Bahujan Samaj Party anzuschließen, und trat 1998 von Bahraich aus erneut der Lok Sabha bei. Khan hatte von 1984 bis 1990 Ministerverantwortung inne. 2004 trat er der Bharatiya Janata Party (BJP) bei und trat in diesem Jahr erfolglos bei den Lok-Sabha-Wahlen als BJP-Kandidat im Wahlkreis Kaiserganj an.